# Oldřich z Boskovic
Oldřich z Boskovic († asi 1389/1400/1407) byl moravský šlechtic z rodu pánů z Boskovic.

## Život

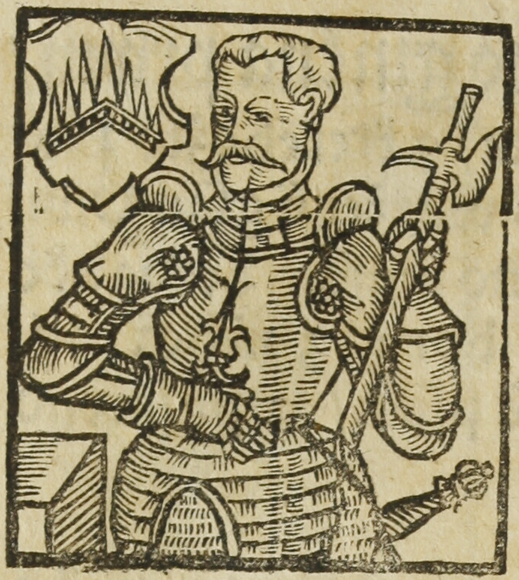
Oldřich z Boskovic na kresbě B. Paprockého v knize Zrcadlo slavného Markrabství moravského (1593)

Jeho otcem byl Ješek z Boskovic, Oldřichovými sourozenci byli Tas, Vaněk, Ješek a Perchta. U Oldřicha jsou zprávy skoupé a mnohdy se rozcházejí. První písemná zmínka o něm je z roku 1359, když se oženil se Zbyňkou z Cimburka. Té roku 1371 zapsal věno na několika vsích. V roce 1379 se stal poručníkem osiřelého Jana ze Štenberka.
Datum úmrtí Oldřicha z Boskovic se z různých pramenů liší. Jsou uváděny roky 1389, 1400 a dokonce 1407.

### Rodina
Oldřich z Boskovic měl 4 potomky:
- Jan Ozor z Boskovic – pokračovatel boskovické linie
- Vaněk Černohorský z Boskovic – zakladatel černohorské linie
- Oldřich – zemřel bezdětný
- Vilém – měl dceru Helenu, linie vymřela po meči